# トロパコカイン
トロパコカイン（tropacocaine）とは、プソイドトロピンと安息香酸とが脱水縮合してできたエステル化合物である。

## 所在

トロパコカインの極限構造式。トロパン骨格を持っているのが判る。

トロパコカインは、天然に存在する化合物である。コカノキに含まれるアルカロイドの中で、トロパンアルカロイドに分類されるアルカロイドの1種として知られている

。